# Đỗ Văn Thiện
Đỗ Văn Thiện (sinh năm 1965) là một sĩ quan cấp cao trong Quân đội nhân dân Việt Nam, hàm Trung tướng, hiện là Bí thư Đảng ủy, Chính ủy Tổng cục Hậu cần, nguyên là Chính ủy Trường sĩ quan Lục quân 1, nguyên Chính ủy Quân đoàn 1.
Ông quê tại xã Nam Hải, huyện Tiền hải, tỉnh Thái Bình

## Thân thế và sự nghiệp
Trước năm 2016, ông là Phó Chánh Văn phòng Tổng cục Chính trị Quân đội nhân dân Việt Nam
Năm 2016, ông được bổ nhiệm làm Bí thư Đảng ủy, Chính ủy Quân đoàn 1 đồng thời thăng quân hàm Thiếu tướng.
Năm 2018, ông được bổ nhiệm về làm Bí thư Đảng ủy, Chính uỷ Trường sĩ quan Lục quân 1.
Ngày 09 tháng 12 năm 2019, tại Quyết định 1772/QĐ-TTg, Thủ tướng Chính phủ bổ nhiệm Thiếu tướng Đỗ Văn Thiện, Bí thư Đảng ủy, Chính ủy Trường Sĩ quan Lục quân 1 giữ chức Bí thư Đảng ủy, Chính ủy Tổng cục Hậu cần, Bộ Quốc phòng.
Thiếu tướng (2016), Trung tướng (2020).